# Gran Premi del Japó del 2016
El Gran Premi del Japó de Fórmula 1 de la temporada 2016 s'ha disputat al Circuit de Suzuka, del 7 al 9 d'octubre del 2016.

## Resultats de la qualificació
| Pos                  | No | Pilot             | Constructor               | Part 1   | Part 2   | Part 3   | Sortida |
| -------------------- | -- | ----------------- | ------------------------- | -------- | -------- | -------- | ------- |
| 1                    | 6  | Nico Rosberg      | Mercedes                  | 1:31.858 | 1:30.714 | 1:30.647 | 1       |
| 2                    | 44 | Lewis Hamilton    | Mercedes                  | 1:32.218 | 1:31.129 | 1:30.660 | 2       |
| 3                    | 7  | Kimi Räikkönen    | Ferrari                   | 1:31.674 | 1:31.406 | 1:30.949 | 81      |
| 4                    | 5  | Sebastian Vettel  | Ferrari                   | 1:31.659 | 1:31.227 | 1:31.028 | 62      |
| 5                    | 33 | Max Verstappen    | Red Bull Racing-TAG Heuer | 1:32.487 | 1:31.489 | 1:31.178 | 3       |
| 6                    | 3  | Daniel Ricciardo  | Red Bull Racing-TAG Heuer | 1:32.538 | 1:31.719 | 1:31.240 | 4       |
| 7                    | 11 | Sergio Pérez      | Force India-Mercedes      | 1:32.682 | 1:32.237 | 1:31.961 | 5       |
| 8                    | 8  | Romain Grosjean   | Haas-Ferrari              | 1:32.458 | 1:32.176 | 1:31.961 | 7       |
| 9                    | 27 | Nico Hülkenberg   | Force India-Mercedes      | 1:32.448 | 1:32.200 | 1:32.142 | 9       |
| 10                   | 21 | Esteban Gutiérrez | Haas-Ferrari              | 1:32.620 | 1:32.155 | 1:32.547 | 10      |
| 11                   | 77 | Valtteri Bottas   | Williams-Mercedes         | 1:32.383 | 1:32.315 |          | 11      |
| 12                   | 19 | Felipe Massa      | Williams-Mercedes         | 1:32.562 | 1:32.380 |          | 12      |
| 13                   | 26 | Daniil Kvyat      | Toro Rosso-Ferrari        | 1:32.645 | 1:32.623 |          | 13      |
| 14                   | 55 | Carlos Sainz Jr.  | Toro Rosso-Ferrari        | 1:32.789 | 1:32.685 |          | 14      |
| 15                   | 14 | Fernando Alonso   | McLaren-Honda             | 1:32.819 | 1:32.689 |          | 15      |
| 16                   | 30 | Jolyon Palmer     | Renault                   | 1:32.796 | 1:32.807 |          | 16      |
| 17                   | 22 | Jenson Button     | McLaren-Honda             | 1:32.851 |          |          | 223     |
| 18                   | 20 | Kevin Magnussen   | Renault                   | 1:33.023 |          |          | 17      |
| 19                   | 9  | Marcus Ericsson   | Sauber-Ferrari            | 1:33.222 |          |          | 18      |
| 20                   | 12 | Felipe Nasr       | Sauber-Ferrari            | 1:33.332 |          |          | 19      |
| 21                   | 31 | Esteban Ocon      | MRT-Mercedes              | 1:33.353 |          |          | 20      |
| 22                   | 94 | Pascal Wehrlein   | MRT-Mercedes              | 1:33.561 |          |          | 211     |
| 107% temps: 1:38.075 |    |                   |                           |          |          |          |         |
| Font:                |    |                   |                           |          |          |          |         |

Notes
- ^1  — Kimi Räikkönen i Pascal Wehrlein han rebut una penalització de 5 llocs a la graella de sortida per haver substituït la caixa de canvi.
- ^2  – Sebastian Vettel ha rebut una penalització de 3 llocs a la graella de sortida per haver causat una col·lisió en l'anterior GP[2]
- ^3  — Jenson Button ha rebut una penalització de 30 llocs a la graella de sortida per haver excedit el nombre de canvis de la unitat de potència.

## Resultats de la Cursa
| Pos   | No | Pilot             | Constructor               | Voltes | Temps / Retirada | Pos.Sortida | Punts |
| ----- | -- | ----------------- | ------------------------- | ------ | ---------------- | ----------- | ----- |
| 1     | 6  | Nico Rosberg      | Mercedes                  | 53     | 1h 26: 43.333    | 1           | 25    |
| 2     | 33 | Max Verstappen    | Red Bull Racing-TAG Heuer | 53     | + 4.978 s        | 3           | 18    |
| 3     | 44 | Lewis Hamilton    | Mercedes                  | 53     | + 5.776 s        | 2           | 15    |
| 4     | 5  | Sebastian Vettel  | Ferrari                   | 53     | + 20.269 s       | 6           | 12    |
| 5     | 7  | Kimi Räikkönen    | Ferrari                   | 53     | + 28.370 s       | 8           | 10    |
| 6     | 3  | Daniel Ricciardo  | Red Bull Racing-TAG Heuer | 53     | + 33.941 s       | 4           | 8     |
| 7     | 11 | Sergio Pérez      | Force India-Mercedes      | 53     | + 57.495 s       | 5           | 6     |
| 8     | 27 | Nico Hülkenberg   | Force India-Mercedes      | 53     | + 59.177 seg     | 9           | 4     |
| 9     | 19 | Felipe Massa      | Williams-Mercedes         | 53     | + 1:37.763 min.  | 12          | 2     |
| 10    | 77 | Valtteri Bottas   | Williams-Mercedes         | 53     | + 1:38.323 min.  | 11          | 1     |
| 11    | 8  | Romain Grosjean   | Haas-Ferrari              | 53     | + 1:39.254 min.  | 7           |       |
| 12    | 30 | Jolyon Palmer     | Renault                   | 52     | + 1 Volta        | 16          |       |
| 13    | 26 | Daniil Kvyat      | Toro Rosso-Ferrari        | 52     | + 1 Volta        | 13          |       |
| 14    | 20 | Kevin Magnussen   | Renault                   | 52     | + 1 Volta        | 17          |       |
| 15    | 9  | Marcus Ericsson   | Sauber-Ferrari            | 52     | + 1 Volta        | 18          |       |
| 16    | 14 | Fernando Alonso   | McLaren-Honda             | 52     | + 1 Volta        | 15          |       |
| 17    | 55 | Carlos Sainz Jr.  | Toro Rosso-Ferrari        | 52     | + 1 Volta        | 14          |       |
| 18    | 22 | Jenson Button     | McLaren-Honda             | 52     | + 1 Volta        | 22          |       |
| 19    | 12 | Felipe Nasr       | Sauber-Ferrari            | 52     | + 1 Volta        | 19          |       |
| 20    | 21 | Esteban Gutiérrez | Haas-Ferrari              | 52     | + 1 Volta        | 10          |       |
| 21    | 31 | Esteban Ocon      | MRT-Mercedes              | 52     | + 1 Volta        | 20          |       |
| 22    | 94 | Pascal Wehrlein   | MRT-Mercedes              | 52     | + 1 Volta        | 21          |       |
| Font: |    |                   |                           |        |                  |             |       |